# پیر ویکتور اوژی
پیر ویکتور اوژی (فرانسوی: Pierre Victor Auger‎؛ زاده ۱۴ مهٔ ۱۸۹۹ – درگذشته ۲۵ دسامبر ۱۹۹۳) یک فیزیکدان اهل فرانسه بود.